# Huy Giáp
Huy Giáp là một xã thuộc tỉnh Cao Bằng, Việt Nam.

## Địa lý
Xã Huy Giáp nằm ở phía đông nam huyện Bảo Lạc, có vị trí địa lý:
- Phía đông giáp huyện Hà Quảng và xã Hồng An
- Phía tây giáp xã Hưng Đạo
- Phía nam giáp xã Đình Phùng và xã Sơn Lộ
- Phía bắc giáp xã Phan Thanh.

Xã Huy Giáp có diện tích 76,39 km², dân số năm 2019 là 4.030 người, mật độ dân số đạt 53 người/km².
Trên địa bàn xã có một số ngọn núi như Chư Lẩu, Lũng Pán, Lũng Rạc, Ma Nẳng, Muối, Nà Chèn, Pác De, Phương Dịt, Pia Cầu, Pín Vàng, Sàm Lùng, Sàm Nùng Pẩu, Thung Lai. Ngoài Sông Neo chảy qua ranh giới phía tây nam, trên địa bàn Huy Giáp còn có suối Lũng Lài và suối Lũng Pán. Huy Giáp có nhà máy thủy điện Na Han.
Quốc lộ 34 cũ, nay là Đường tỉnh 202, chạy qua địa bàn xã theo hướng tây bắc - đông nam, trên tuyến có đèo Pắc Lũng.

## Hành chính
Xã Huy Giáp được chia thành 10 xóm: Bản Bét, Bản Ngà, Cốc Sì, Lũng Cắm, Lũng Pán, Lũng Pèng, Nặm Cốp, Pác Lũng, Pác Trà, Phiêng Vàng.

## Lịch sử
Sau năm 1975, Huy Giáp là một xã thuộc huyện Bảo Lạc.
Đến năm 2019, xã Huy Giáp được chia thành 20 xóm: Lũng Khuôn, Lũng Cắm Trên, Lũng Cắm Dưới, Lũng Hò, Lũng Lài, Lũng Pán, Lũng Pèng, Nặm Cốp, Bản Ngà, Pác Lũng, Pác Trà, Phiêng Pảng, Pù Ngào, Lũng Dào, Cốc Sì, Phiêng Vàng, Nà Ca, Khau Trường, Chợ Lũng Pán.
Ngày 9 tháng 9 năm 2019, Hội đồng Nhân dân tỉnh Cao Bằng ban hành Nghị quyết số 27/NQ-HĐND về việc:
- Sáp nhập ba xóm Lũng Cắm Dưới, Lũng Cắm Trên, Lũng Lài thành xóm Lũng Cắm
- Sáp nhập xóm Lũng Hò vào xóm Nặm Cốp
- Sáp nhập xóm Chợ Lũng Pán vào xóm Lũng Pán
- Sáp nhập hai xóm Phiêng Pảng và Lũng Khuôn vào xóm Pác Trà
- Sáp nhập hai xóm Pù Ngào và Khau Trường vào xóm Bản Ngà
- Sáp nhập xóm Nà Ca vào xóm Phiêng Vàng
- Sáp nhập xóm Lũng Dào vào xóm Pác Lũng.